# Driftwood Island (ö i Australien)
Driftwood Island är en ö i Australien. Den ligger i territoriet Northern Territory, omkring 300 kilometer sydväst om territoriets huvudstad Darwin.
Omgivningarna runt Driftwood Island är i huvudsak ett öppet busklandskap. Trakten runt Driftwood Island är nära nog obefolkad, med mindre än två invånare per kvadratkilometer. Savannklimat råder i trakten. Genomsnittlig årsnederbörd är 1 650 millimeter. Den regnigaste månaden är februari, med i genomsnitt 420 mm nederbörd, och den torraste är augusti, med 1 mm nederbörd.